# مورا (سوئد)
مورا، نام یکی از شهرهای کشور سوئد است.
این شهر در
استان دالارنای سوئد قرار دارد.
بر اساس آمار سال ۲۰۰۵ جمعیت این شهر کوچک برابر با ۱۰٬۹۴۰ نفر بوده است.